# Sairme
Sairme (gruz. საირმე) – miasto uzdrowiskowe w Gruzji, w regionie Imeretia, w dystrykcie Baghdati. Położone jest w górach Małego Kaukazu, nad rzeką Cablarisckali na wysokości 950 m n.p.m. Uzdrowisko Sairme wyróżnia się unikalnym geograficznym położeniem i czystym środowiskiem naturalnym. Atutami uzdrowiska są otaczające je lasy iglaste i liściaste, górski klimat, a przede wszystkim lecznicze wody mineralne i termalne.

## Komunikacja
Szosa z Baghdati wiedzie w górę rzeki Chanisckali do ujścia rzeki Cablarisckali, potem jej doliną do Sairme. Jako górska, nieutwardzona droga podąża z Sairme do przełęczy na wysokości 2283 m n.p.m. skąd po południowych stokach gór Mescheckich wiedzie do przełęczy Zekari, a stamtąd przez uzdrowisko Abastumani do Achalciche, stolicy sąsiedniego regionu Samcche-Dżawachetii.
W okolicach kurortu znajdują się trzy międzynarodowe lotniska: 
- Port lotniczy Kutaisi — międzynarodowy port lotniczy w Kutaisi położony najbliżej Sairme
- Port lotniczy Tbilisi — główny port lotniczy Gruzji, położony w niewielkiej odległości na wschód od stolicy
- Port lotniczy Batumi — międzynarodowy port lotniczy w Batumi. Znajduje się 2 km na południowy zachód od miasta i 20 km na północ od Artvinu w Turcji[3].

## Historia uzdrowiska

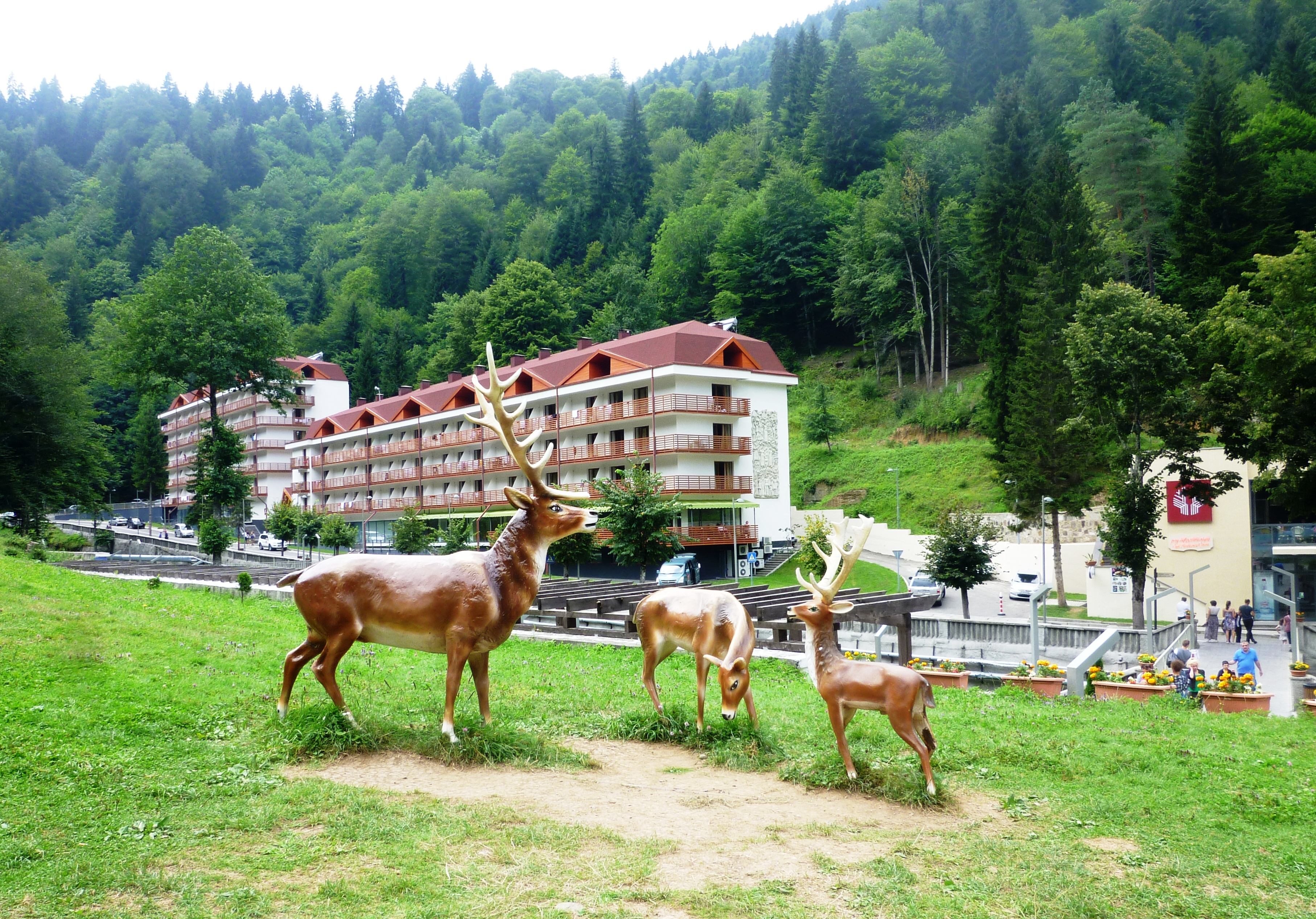
Symbol Sairme – jelenie

Słowo sairme można dosłownie przetłumaczyć, jako miejsce, w którym żyją jelenie. Zgodnie z legendą, zimą z okolicznych lasów schodziły to tego miejsca jelenie, ponieważ na tym obszarze przez cały rok rosła trawa, śnieg bardzo szybko topniał, a po deszczu ziemia wysychała po kilku minutach. Jako ośrodek leczniczy Sairme jest znane od końca XIX wieku, pierwsze naukowe analizy wód przeprowadzono w 1912 r. i na zlecenie cara Mikołaja II przeprowadzono dalsze badania. a jako uzdrowisko zaczęło funkcjonować od początku lat 30. XX w. Wybudowano i wyposażono wtedy obiekty uzdrowiskowe, przeprowadzono badania składu wód mineralnych i ich właściwości leczniczych. 
W latach 40. i 50. XX w. przeprowadzono rozbudowę drogi do kurortu. Do pracy przy tej inwestycji zmuszano niemieckich jeńców wojennych, z których wielu zmarło z niedożywienia i wycieńczenia. Zostali pochowani na cmentarzu, znajdującym się na wjeździe do Sairme.  
W 2011 r. rozpoczęła się rozbudowa infrastruktury kurortu, ukończona w 2018 r. Obecnie w Sairme znajdują się 3 hotele z 342 pokojami dla prawie 1000 osób. W ramach tego projektu wybudowano zdroje z wodami mineralnymi, centrum gastronomiczne i handlowe, kawiarnię, bar, wyremontowano 28–kilometrową drogę do Bagdati oraz drogi w obrębie miejscowości.

### Lecznicze wody Sairme

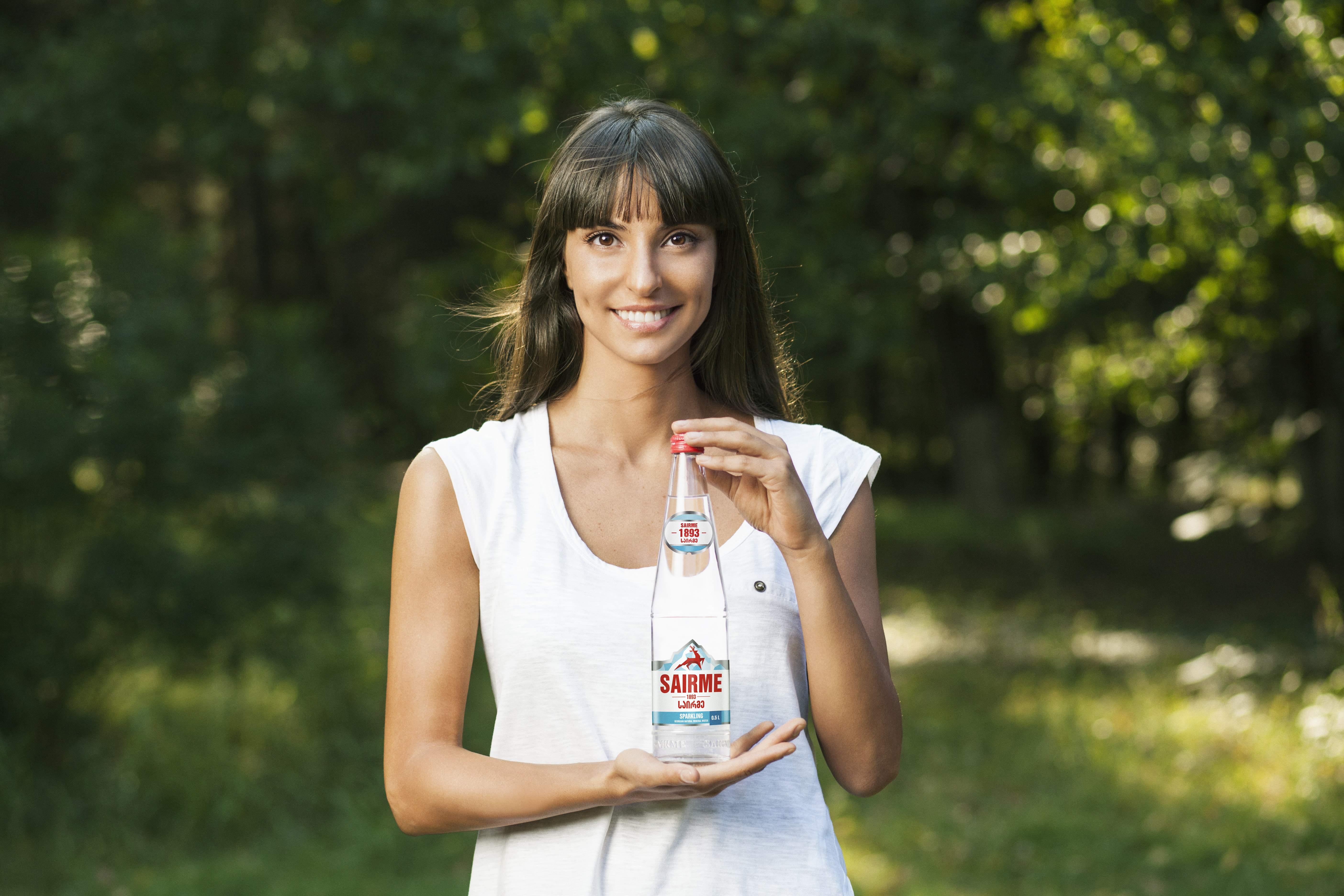
Modelka z wodą mineralną

Wody mineralne Sairme wypływają z głębi ziemi, gdzie w naturalny sposób ulegają nasyceniu dwutlenkiem węgla. Wody Sairme mają unikalny skład chemiczny (m.in. wapń, potas, żelazo, magnez), niski stopień mineralizacji i zawierają biologicznie aktywne pierwiastki. Wszystko to pozwala na ich użycie w leczeniu schorzeń wątroby, układu pokarmowego (zapalenie i wrzody żołądka), nerek, woreczka żółciowego, zapalenia nerek i pęcherza moczowego. Ich użycie zwiększa również odporność organizmu, aktywność umysłową, pomaga w zaburzeniach metabolicznych (cukrzyca, dna moczanowa, otyłość), zmniejsza ryzyko rozwoju sklerozy, korzystnie wpływa na układ trawienny oraz na rozwój naczyń krwionośnych i mózgu.
Są dwa rodzaje leczniczej wody Sairme. Woda pierwszej grupy pochodzi z odwiertów nr 1 i 3 i zgodnie ze swoim składem chemicznym należy do grupy wód kwasowęglowo–wodorowęglanowo–sodowo–wapniowych, a woda drugiej grupy z odwiertów nr 4 i 5 do grupy wód kwasowęglowo–wodorowęglanowo–sodowych.
Woda z odwiertu nr 1 jest wykorzystywana przy schorzeniach nerek. Przyśpiesza również proces powstawania żółci i łagodzi stany zapalne dróg żółciowych. Razem z wodą z odwiertu nr 3 wykorzystywana jest w leczeniu układu moczowego i kamicy woreczka żółciowego. Woda ta stopniowo kruszy kamień, usuwając z organizmu sole, będące podstawową przyczyną powstawania kamieni. Hamuje również procesy zapalne wywołane ruchem kamieni i soli. Po usunięciu kamieni wody Sairme używa się w celach profilaktycznych.
Woda z odwiertów nr 1 i 3 jest zalecana przy schorzeniach pęcherza moczowego i moczowodów. Szczególnie dobre efekty daje płukanie. Wodą z odwiertu nr 3 leczy się choroby wrzodowe żołądka i dwunastnicy oraz wrzodziejące zapalenie jelita grubego.
W leczeniu schorzeń przewodu pokarmowego używa się wody z odwiertów nr 4, 3 i 2, a wody z odwiertów nr 4 i 3 w przypadku przewlekłego zapalenia pęcherzyka żółciowego. Oprócz korzystnego dla zdrowia składu, wody te mają dobry smak.